# پرچم آیووا

پرچم آیووا

پرچم آیُووا (به انگلیسی: Flag of Iowa) شامل سه نوار عمودی آبی، سفید و قرمز است که یادآور زمانی است که آیووا قسمتی از منطقه لوئیزیانای فرانسوی بوده‌است. عقابی در وسط پرچم است که روبانی به دهان دارد و بر روی آن «آزادی هایمان را ارزش میداریم و حقوقمان را پاس میداریم» نوشته شده‌است، که شعار رسمی آیووا است. در پایین پرچم نام «آیووا» به قرمز نوشته شده.

## نگارخانه

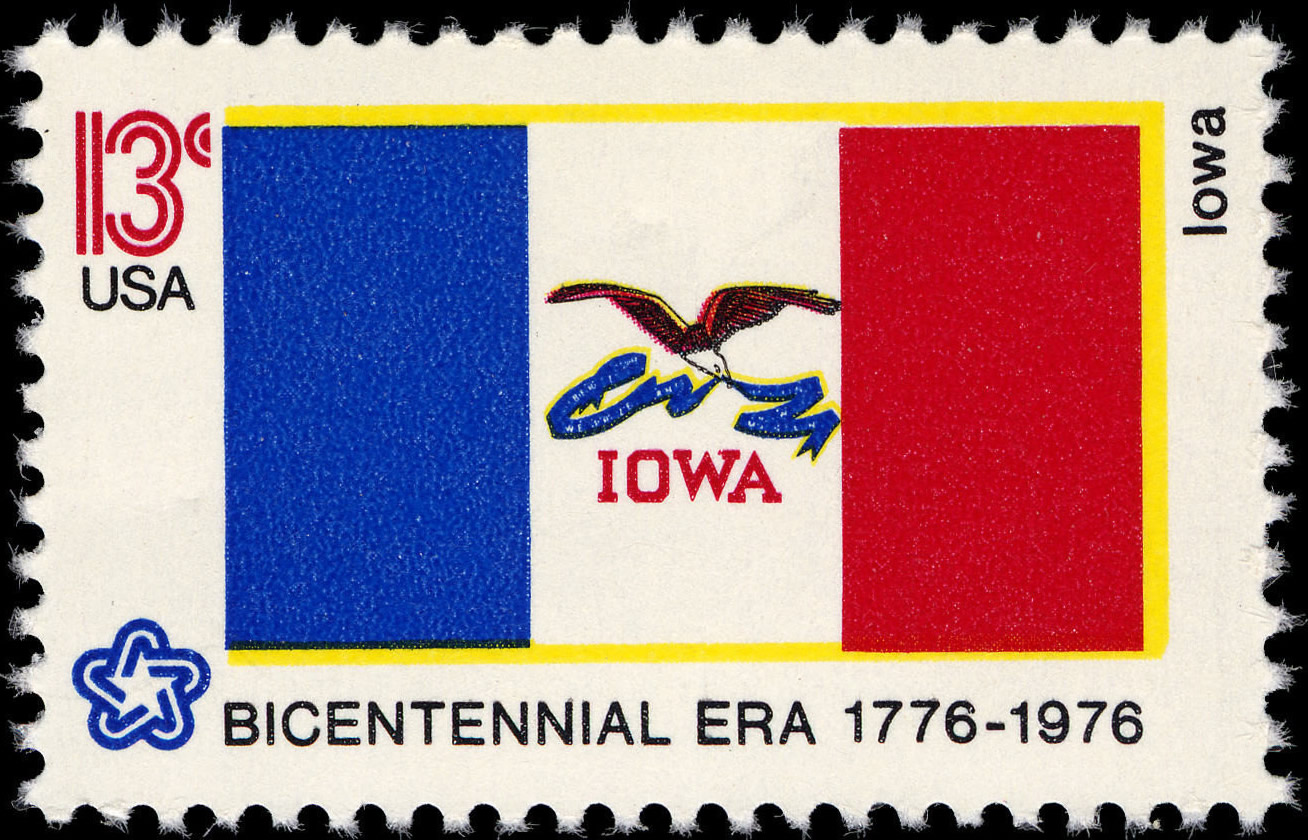